# Tour de France 2009/3. Etappe
Die 3. Etappe der Tour de France 2009 am 6. Juli führte über 196,5 km von Marseille nach La Grande Motte. Sie enthielt drei Zwischensprints und zwei Bergwertungen der 4. Kategorie.
Rund 30 Kilometer vor dem Ziel gab es einen Bruch im Hauptfeld: Von den Top 10 der Gesamtwertung zu Beginn der Etappe blieben nur Fabian Cancellara, Tony Martin und Rekordtoursieger Lance Armstrong in der 27 Mann starken Spitzengruppe, während Stars wie Alberto Contador, Andreas Klöden, Levi Leipheimer, alle Astana, Titelverteidiger Carlos Sastre von Cervélo Test Team, Cadel Evans von Silence-Lotto und auch Girosieger und Ex-Vuelta Sieger Denis Menchov von Rabobank es nicht schafften. Auch Fahrer, die Aussichten auf einen Etappensieg hatten, konnten nicht mithalten, wie zum Beispiel Menchovs Teamkollege Óscar Freire, auch Tom Boonen wurde von Quick Step nicht schnell genug in die Position gebracht, um die Gruppe noch zu erreichen.
Da diese Gruppe am Ende noch einmal auseinanderfiel, und sich die Teams, die Fahrer in der 27-köpfigen Spitzengruppe hatten, nicht konsequent an der Verfolgungsarbeit beteiligen wollten, kam das Hauptfeld mit einem Rückstand von 40 Sekunden ins Ziel.
Dies konnten Fahrer wie Martin und Armstrong zu Sprüngen von 8 auf 2 bzw. von 10 auf 3 in der Gesamtwertung nutzen. Auch Linus Gerdemann vom Milram Team und der Belgier Maxime Monfort konnten sich so unter die ersten 10 der Gesamtwertung vorschieben.

## Aufgaben
- 159 Jurgen van de Walle Nicht zur Etappe angetreten (Sturzfolgen 2. Etappe)

## Sprintwertung
- 1. Zwischensprint in La Fare-les-Oliviers (Kilometer 48,5) (79 m ü. NN)

| Erster  | Maxime Bouet    | 6 Pkt. |
| Zweiter | Samuel Dumoulin | 4 Pkt. |
| Dritter | Koen de Kort    | 2 Pkt. |
- 2. Zwischensprint in Mouriès (Kilometer 90,5) (24 m ü. NN)

| Erster  | Samuel Dumoulin | 6 Pkt. |
| Zweiter | Maxime Bouet    | 4 Pkt. |
| Dritter | Rubén Pérez     | 2 Pkt. |
- 3. Zwischensprint in Arles (Kilometer 118,5) (17 m ü. NN)

| Erster  | Rubén Pérez     | 6 Pkt. |
| Zweiter | Maxime Bouet    | 4 Pkt. |
| Dritter | Samuel Dumoulin | 2 Pkt. |
- Ziel in La Grande Motte (Kilometer 196,5) (25 m ü. NN)

| Erster   | Mark Cavendish      | 35 Pkt. |
| Zweiter  | Thor Hushovd        | 30 Pkt. |
| Dritter  | Cyril Lemoine       | 26 Pkt. |
| Vierter  | Samuel Dumoulin     | 24 Pkt. |
| Fünfter  | Jérôme Pineau       | 22 Pkt. |
| Sechster | Fabian Cancellara   | 20 Pkt. |
| Siebter  | Fabian Wegmann      | 19 Pkt. |
| Achter   | Fumiyuki Beppu      | 18 Pkt. |
| Neunter  | Maxime Bouet        | 17 Pkt. |
| Zehnter  | Linus Gerdemann     | 16 Pkt. |
| 11.      | Jaroslaw Popowytsch | 15 Pkt. |
| 12.      | Thierry Hupond      | 14 Pkt. |
| 13.      | Rubén Pérez         | 13 Pkt. |
| 14.      | Stéphane Augé       | 12 Pkt. |
| 15.      | Tony Martin         | 11 Pkt. |
| 16.      | Mark Renshaw        | 10 Pkt. |
| 17.      | George Hincapie     | 9 Pkt.  |
| 18.      | Kim Kirchen         | 8 Pkt.  |
| 19.      | Lance Armstrong     | 7 Pkt.  |
| 20.      | Koen de Kort        | 6 Pkt.  |
| 21.      | Maxime Monfort      | 5 Pkt.  |
| 22.      | Christophe Kern     | 4 Pkt.  |
| 23.      | Simon Geschke       | 3 Pkt.  |
| 24.      | Haimar Zubeldia     | 2 Pkt.  |
| 25.      | Michael Rogers      | 1 Pkt.  |

## Bergwertungen
- Côte de Calissanne, Kategorie 4 (Kilometer 56) (126 m ü. NN; 1,3 km à 5,5 %)

| Erster  | Koen de Kort    | 3 Pkt. |
| Zweiter | Maxime Bouet    | 2 Pkt. |
| Dritter | Samuel Dumoulin | 1 Pkt. |
- Col de la Vayède, Kategorie 4 (Kilometer 102) (183 m ü. NN; 0,7 km à 7,4 %)

| Erster  | Koen de Kort    | 3 Pkt. |
| Zweiter | Maxime Bouet    | 2 Pkt. |
| Dritter | Samuel Dumoulin | 1 Pkt. |